# Абдуллах ібн Сауд
Абдуллах ібн Сауд (араб. عبد الله بن سعود آل سعود; бл.. 1785 — 1819) — останній дірійський емір в 1814—1818 роках. Відомий також як Абдуллах I.

## Життєпис
Походив з династії Саудитів. Старший син еміра Сауда I. Народився близько 1785 року. Виховувався у дусі ваххабізму. 1805 році оголошений спадкоємцем трону. Становище його зміцнилося, коли брати Туркі, Насир та Саад внаслідок конфлікту з батьком перебралися до Ель-Хаси.
У 1811—1812 роках керував військовими діями проти єгиптян на чолі із Мухаммедом Алі. Тут виявив відсутність військового хист, наслідком чого стала втрата Хіджазу.
1814 року після смерті батька спадкував владу. Втім вимушений був продовжувати війну з Єгиптом. Проте того ж року дірійське військо на чолі із Фейсалом, братом еміра, зазнало поразки. Це підірвало престиж еміра — шейхи Асіру оголосили про свою незалежність. Наступ єгиптян очолив Тусун, син Мухаммеда Алі. В Ер-Рассі еміра Абдуллаха ібн Саїда було взято в щільну облогу. Зрештоюбуло домовлено про укладання перемир'я. Натомість Абдуллах дав згоду визнати зверхність османського султана. Але ледве Тусун залишив Аравію, як Абдаллах виступив проти емірів Ель-Касіма, що зрадили його.
1816 року проти нього виступила нова єгипетська армія на чолі із Ібрагімом, який оголосив про скасування закяту для бедуїнів, став привертати на свій бік шейхів кочових племен. Влітку 1817 року ворог знову взяв в облогу Ер-Расс. У жовтні фортеця капітулювала. після цього впало місто Унайза. Абдуллах вже не розраховував на перемогу у відкритому бою, а лише сподівався перемогти партизанською тактикою, перерізавши супротивнику шляхи постачання. До кінця 1817 року було втрачено регіон Ель-Касим.
Емір відступив до Шакри. Ібрагім рушив за ним із невеликим загоном, але його підтримували союзні племена. На початку 1818 року Шакра була взята після нетривалого штурму. За цим швидко впали Судайр, Ель-Маджмаа і Дурма. Битва за Ед-Дір'ю розпочалася у квітні 1818 року. Абдуллах повільно відступав уздовж вади Ханіфа. Зрештою емір сховався у фортеці Турайфа. 9 вересня він зважився на переговори. Його посланці виторгували почесні умови капітуляції, і через два дні емір здався. Ед-Дірію Ібрагім зрівняв із землею.
Абдуллаха з двома наближеними відправили через Каїр, а звідти до Стамбула, куди він прибув у грудні 1818 року. Після засідання рекяба (асамблеї перших осіб імперії) султан Махмуд II наказав їх стратити за руйнування мавзолею імама Хусейна в Кербелі. У травні 1819 року Абдаллаха обезголовили перед головною брамою храму святої Софії, його супутників та 4 синів — перед входом у топкапи та на головному базарі. Їхні тіла були виставлені на загальний огляд, а за три дні викинуто в море.